# Comitatul Tishomingo, Mississippi
Comitatul Tishomingo este unul din cele 93 de comitate ale statului Mississippi din Statele Unite ale Americii. Numit după liderul tribului Chickasaw, Chief Tishomingo, comitatul are sediul în localitatea (în engleză town) Iuka.
Creat în anul 1836 din comitatul vecin, Monroe, și pământ aparținând tribului nativ-american Chickasaw, comitatul Tishomingo avusese la data recensământului Uniunii din anul 2010 o populație de 19.593 de locuitori. Pe lista oficială a comitatelor statului, comitatul se găsește la denominarea 28 - 141 Arhivat în 6 august 2011, la Wayback Machine..

## Istoric
Comitatul Tishomingo a fost organizat pe 9 februarie 1836, din pământ aparținând comitatului vecin, Monroe, dar mai ales din fost pământ al tribului nativ-american Chickasaw, care fusese anterior cedat Statelor Unite. Ulterior, în 1870, aceste suprafețe au fost redistribuite și altor două comitate din statul Mississippi, Alcorn și Prentiss și evident comitatului Tishomingo.
Tishomingo, care este singurul comitat din statul Mississippi care are diferite formații naturale de calcar, este utilizat ca referință în filmul american al fraților Coen, O Brother, Where Art Thou?.

## Geografie
Conform datelor furnizate de United States Census Bureau în anul 2000, comitatul are o suprafață totală de 1.151,42 km2 (sau 444.54 mi2), dintre care 1.098,57 km² (424.12 mi², adică 95.41%) reprezintă uscat, iar restul de 52.85 km² (sau 20.41 sq mi, sau 4,59%) reprezintă apă. Punctul de altitudine maximă din statul Mississippi, 246 metri (ori 806 feet), Woodall Mountain, se găsește în comitat.

### Comitate adiacente
- Comitatul Hardin, statul  Tennessee (la nord)
- Comitatul Lauderdale, statul  Alabama (la nord-est)
- Comitatul Colbert, statul Alabama (la nord-est)
- Comitatul Franklin, statul Alabama (la est)
- Comitatul Itawamba, statul  Mississippi (la sud)
- Comitatul Prentiss, statul Mississippi (la sud-vest)
- Comitatul Alcorn, statul Mississippi (la nord-vest)

### Oportunități recreaționale

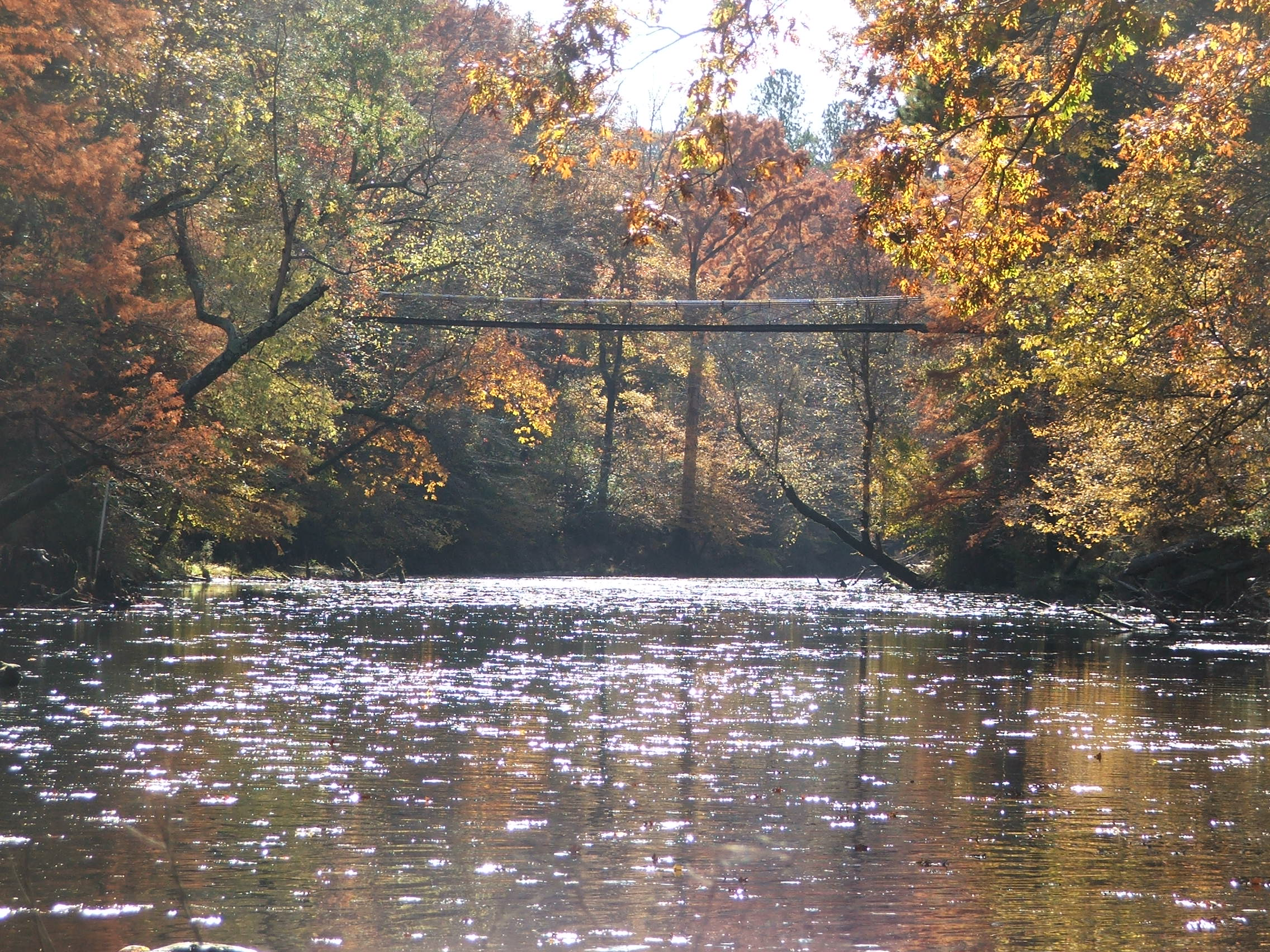
Pod peste râul Bear Creek, undeva în Tishomingo State Park.

### Zone protejate național
Natchez Trace Parkway

## Govern local și statal

### Bordul supraveghetorilor
- Brandon Grissom, Districtul administrativ 1 al comitatului
- Nicky McRae, Districtul administrativ 2  al comitatului
- Danny Ryan, Districtul administrativ 3  al comitatului
- Steve Thorne, Districtul administrativ 4  al comitatului
- James McDowell, Districtul administrativ 5 al comitatului

### Șeful diviziei financiare (Chancery clerk)
- Peyton Cummings

### Reprezentanți în legislatura statului
- Representativul Lester Carpenter, Mississippi House of Representatives—Districtul electoral 1
- Representativul Mark DuVall, Mississippi House of Representatives—Districtul electoral 19
- Senatorul Eric Powell, Mississippi State Senate—Districtul electoral 4
- Senatorul J. P. Wilemon, Mississippi State Senate—Districtul electoral 5

## Comunități

### Orașe (Cities)
- Iuka

### Târguri (Towns)
- Belmont
- Burnsville
- Golden
- Tishomingo

### Sate (Villages)
- Paden

### Localități neîncorporate (Unincorporated places)
- Dennis
- Oldham
- Pittsburg

## Drumuri importante
- U.S. Highway 72
- Mississippi Highway 4
- Mississippi Highway 25
- Mississippi Highway 30
- Mississippi Highway 172
- Mississippi Highway 350
- Mississippi Highway 364
- Mississippi Highway 365
- Mississippi Highway 366
- Mississippi Highway 760
- Natchez Trace Parkway

## Demografie
|  | Graficele sunt indisponibile din cauza unor probleme tehnice. Mai multe informații se găsesc la Phabricator și la wiki-ul MediaWiki. |

Date: Wikidata - grafică realizată de Wikipedia